# Héctor
En la mitología griega, Héctor (griego ῞Εκτωρ, Hektōr en eolio: Éktōr) fue un príncipe troyano encargado, en la guerra de Troya, de la defensa de la ciudad frente a las hostilidades de los aqueos, hasta su muerte a manos de Aquiles. Héctor era conocido como hippodamoio (ἱπποδάμοιο), el "domador de caballos". Dares Frigio lo describe como «tartamudo, blanco, de pelo rizado, bizco, de miembros ágiles, de rostro venerable, barbado, agradable, belicoso, magnánimo, clemente para con los ciudadanos, amable y equilibrado».

## Familia
Héctor era hijo primogénito del rey troyano Príamo y de la reina Hécuba, y hermano de Paris y Casandra. Estaba casado con Andrómaca, hija de Eetión, rey de los cilicios, con quien tuvo un único hijo, Astianacte. 
Otros dicen que en realidad Héctor era hijo de Apolo.

## Actuación en la guerra de Troya
Héctor es uno de los personajes principales en el poema homérico de la Ilíada. Como comandante de las fuerzas de la ciudad de Troya, su contribución a la resistencia frente al ejército griego fue decisiva. En la obra, Héctor se sitúa como el personaje antagonista de Aquiles, además de en el campo de batalla, en el carácter. Mientras que la Ilíada comienza haciendo referencia a Aquiles, termina con la muerte de Héctor:

Mas, así que se descubrió la hija de la mañana, Eos de rosados dedos, congregóse el pueblo en torno de la pira del ilustre Héctor. Y cuando todos se hubieron reunido, apagaron con negro vino la parte de la pira a que la llama había alcanzado; y seguidamente los hermanos y los amigos, gimiendo y corriéndoles las lágrimas por las mejillas, recogieron los blancos huesos y los colocaron en una urna de oro, envueltos en fino velo de púrpura. Depositaron la urna en el hoyo, que cubrieron con muchas y grandes piedras, amontonaron la tierra y erigieron el túmulo. Habían puesto centinelas por todos lados, para vigilar si los aqueos, de hermosas grebas, los atacaban. Levantado el túmulo, volviéronse: y reunidos después en el palacio del rey Príamo, alumno de Zeus, celebraron el espléndido banquete fúnebre. Así celebraron las honras de Héctor, domador de caballos.
Homero, Ilíada XXIV

### Reticencias de Héctor a las hostilidades

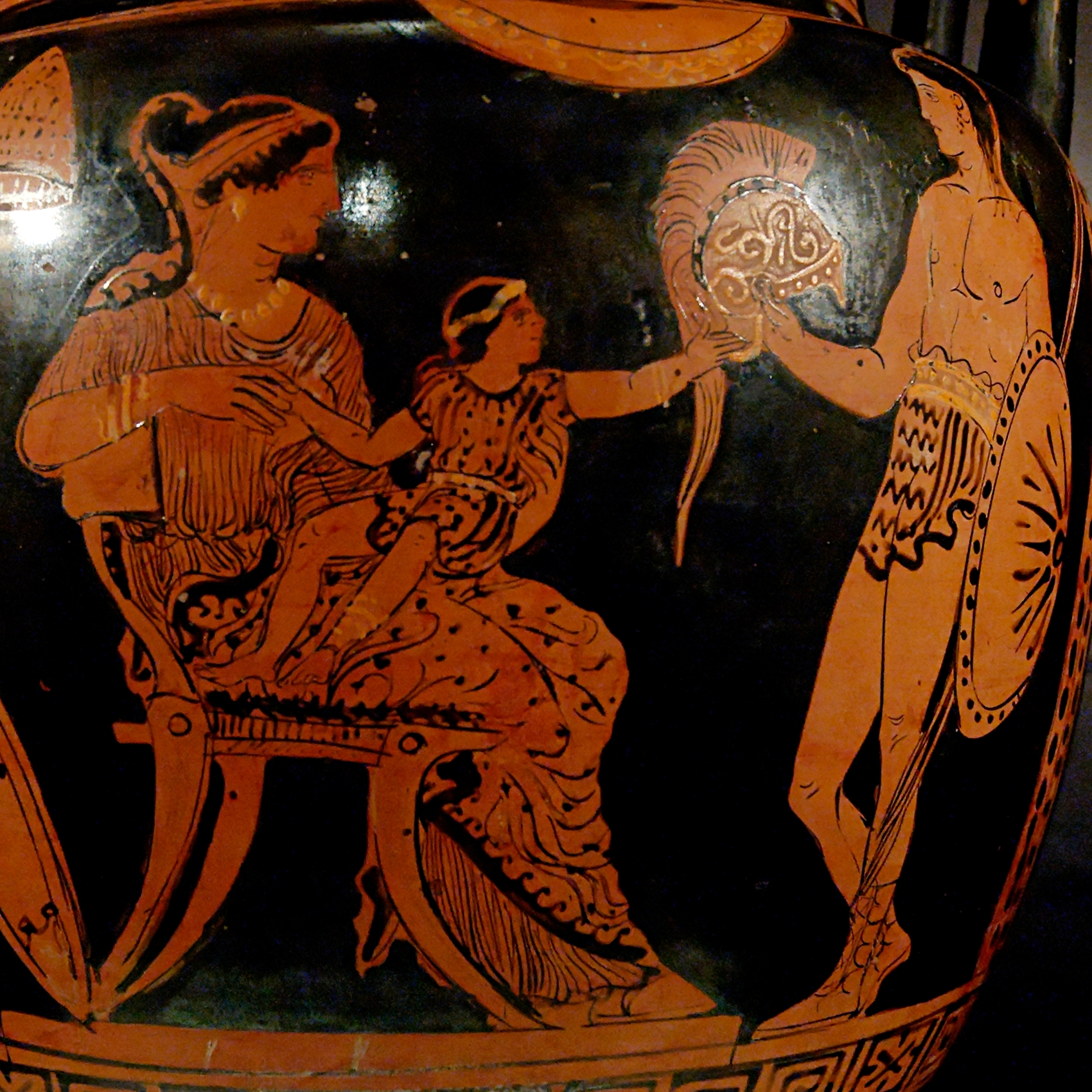
Héctor, Andrómaca, Astianacte y el yelmo.

Pese a ser el guerrero más temido por sus enemigos, Héctor no aprobó la guerra entre griegos y troyanos. Al observar cómo Paris evita combatir con Menelao, le reprocha que rehúse el combate tras haber causado tantos problemas a la patria. Por lo tanto, Paris propone enfrentarse a Menelao en combate singular, cuyo vencedor se habría de quedar con Helena y pondría fin a la guerra. Sin embargo, durante el duelo Afrodita se lleva a Paris del campo de batalla. Menelao reclama la victoria, pero Pándaro lo hiere con una flecha desde las murallas, y la guerra se reanuda.
Los griegos atacan y obligan a los troyanos a retirarse, por lo que Héctor debe salir y encabezar el contraataque. Cuando se dispone a atravesar las puertas de la ciudad, su esposa Andrómaca, con Astianacte en los brazos, lo detiene y le suplica, en su nombre y en el de su hijo, que no salga. Héctor sabe que Troya y la casa de Príamo están condenadas, y que sus destinos serán la muerte o la esclavitud en un país extranjero. Él le explica que no puede rehuir la lucha, y la consuela con la idea de que nadie podrá abatirlo hasta que llegue su hora. El brillo del yelmo de bronce asusta a Astianacte y lo hace llorar. Héctor se lo quita, abraza a su familia, y pide a Zeus que su hijo pueda llegar a convertirse en caudillo y obtener más gloria en la batalla que él.

### Héctor y Áyax

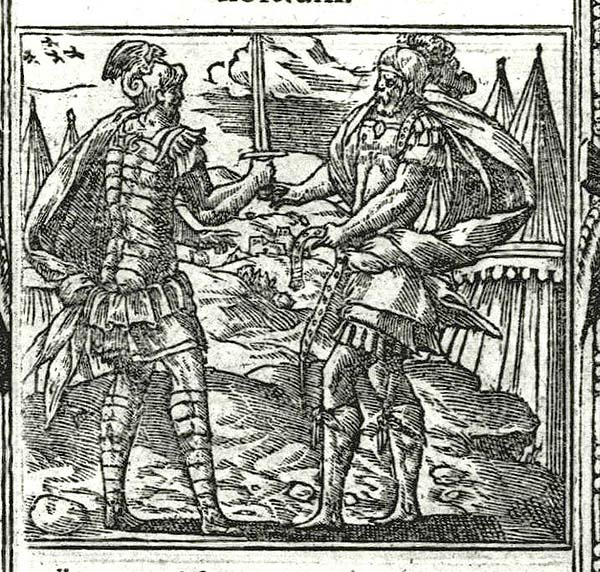
Héctor y Áyax intercambian regalos.

Héctor y Paris atraviesan las puertas y reagrupan a los troyanos, provocando estragos entre los griegos. Al comunicarle su hermano Héleno (con dotes adivinatorias) que no era su destino morir todavía, Héctor desafía a cualquiera de los griegos a un combate singular. Al principio, los aqueos se muestran reticentes, pero tras ser reprendidos por Néstor, nueve griegos se ofrecen y sortean quién de entre ellos se enfrentará al troyano. Áyax Telamón es elegido y lucha con Héctor durante todo el día, siendo ambos incapaces de obtener la victoria. Al terminar el duelo, cada rival expresa su admiración por el valor y la habilidad del contrincante. Héctor regala su espada a Áyax (que acabaría usándola para suicidarse), y este hace lo propio con su cinto.
Ambos bandos pactan una tregua para enterrar a los muertos. Esta tregua es aprovechada por los griegos para construir una muralla y abrir un foso alrededor de las naves.

### Acoso al campamento griego
Los troyanos empujan a los griegos dentro de su campamento tras la empalizada, y están a punto de alcanzar las naves, pero Agamenón reagrupa el ejército griego y repele el ataque. La noche cae y Héctor decide atacar el campamento enemigo y quemar las naves al día siguiente.
Tras una resistencia inicial, las tropas troyanas avanzan hacia las naves. Diomedes y Odiseo obstaculizan a Héctor y ganan tiempo para la retirada, mientras los troyanos tratan de derribar la empalizada. Héctor golpea las puertas con una gran piedra, despejándola, y ordena a su ejército escalar el muro.
La batalla se traslada al interior del campamento griego. Héctor es alcanzado por una piedra arrojada por Áyax, pero Apolo le infunde fuerzas. Finalmente, Héctor llega hasta la nave de Protésilas y ordena incendiarla, pero Áyax hace fracasar todos los intentos.

### Héctor y Patroclo
Ante la peligrosa ofensiva troyana, las esperanzas griegas se reducen a que Aquiles retorne a la lucha. Sin embargo, el héroe griego se mantiene renuente a pesar de las súplicas de sus aliados, por lo que su compañero, Patroclo, decide (tras haber hablado con Aquiles) vestirse con su armadura y ponerse al mando de los mirmidones. Durante la lucha, Patroclo es herido por Euforbo y muerto por Héctor apoyado por Ares.
Héctor toma la armadura de Aquiles y ordena la retirada del combate, evitando combatir contra Áyax por el cuerpo de Patroclo. Al enterarse Aquiles de la muerte de Patroclo, este clama venganza y acepta volver a la lucha.

### Derrota y muerte

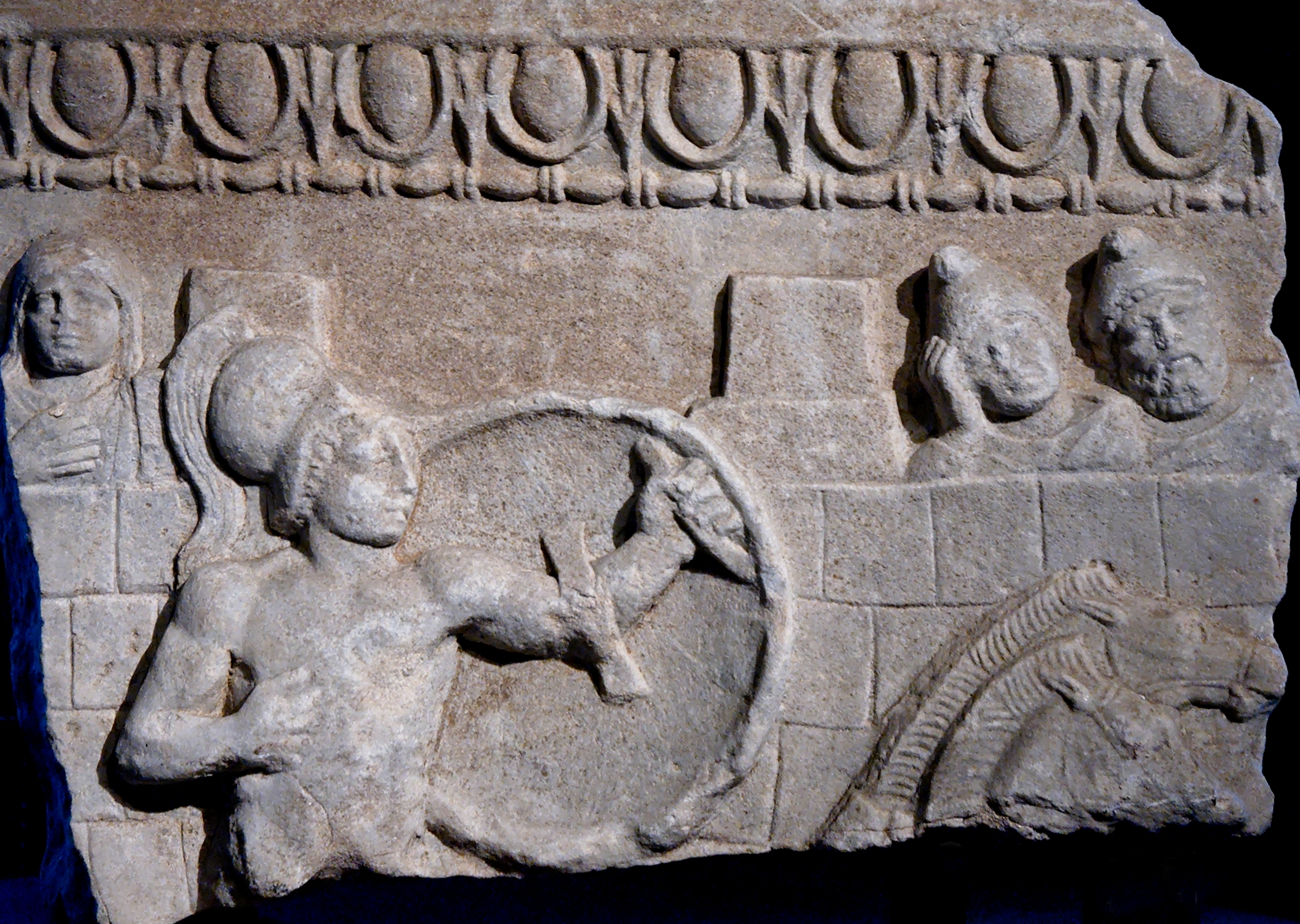
Aquiles arrastra el cadáver de Héctor.

Durante la noche, los troyanos se reúnen en junta. Polidamante, amigo y lugarteniente de Héctor, aconseja volver a la ciudad para protegerse de la ira y la embestida de Aquiles. Sin embargo, Héctor desoye el consejo, ordena mantenerse en el campamento y se muestra decidido a enfrentarse a Aquiles:

Mañana, al apuntar la aurora, vestiremos la armadura y suscitaremos un reñido combate junto a las cóncavas naves. Y si verdaderamente el divino Aquileo se propone salir del campamento, le pesará tanto más, cuanto más se arriesgue, porque me propongo no huir de él, sino afrontarle en la batalla horrísona; y alcanzará una gran victoria, o seré yo quien la consiga. Que Ares es a todos común y suele causar la muerte del que matar deseaba.
Homero, Ilíada XVIII.

Al día siguiente, Aquiles y los griegos avanzan empujando a los troyanos hacia la ciudad. Héctor se asusta y se mezcla entre las tropas por consejo del dios Apolo. Pero tras dar muerte Aquiles a Polidoro, hermano de Héctor, este deja de esconderse y acude al enfrentamiento. Nuevamente, Apolo ayuda a Héctor, retirándolo del combate.
En la retirada a la ciudad de las tropas troyanas, Héctor queda fuera de las puertas y es perseguido por Aquiles. Dan tres vueltas a las murallas hasta que Atenea, en la forma de Deífobo, incita a Héctor a plantar cara a Aquiles.
Héctor pide a Aquiles que se honre el cadáver del perdedor, pero el griego rechaza cualquier trato. Finalmente Aquiles mata a Héctor, clavándole la lanza en la base del cuello, el único lugar desprotegido por su armadura.

### Cadáver de Héctor

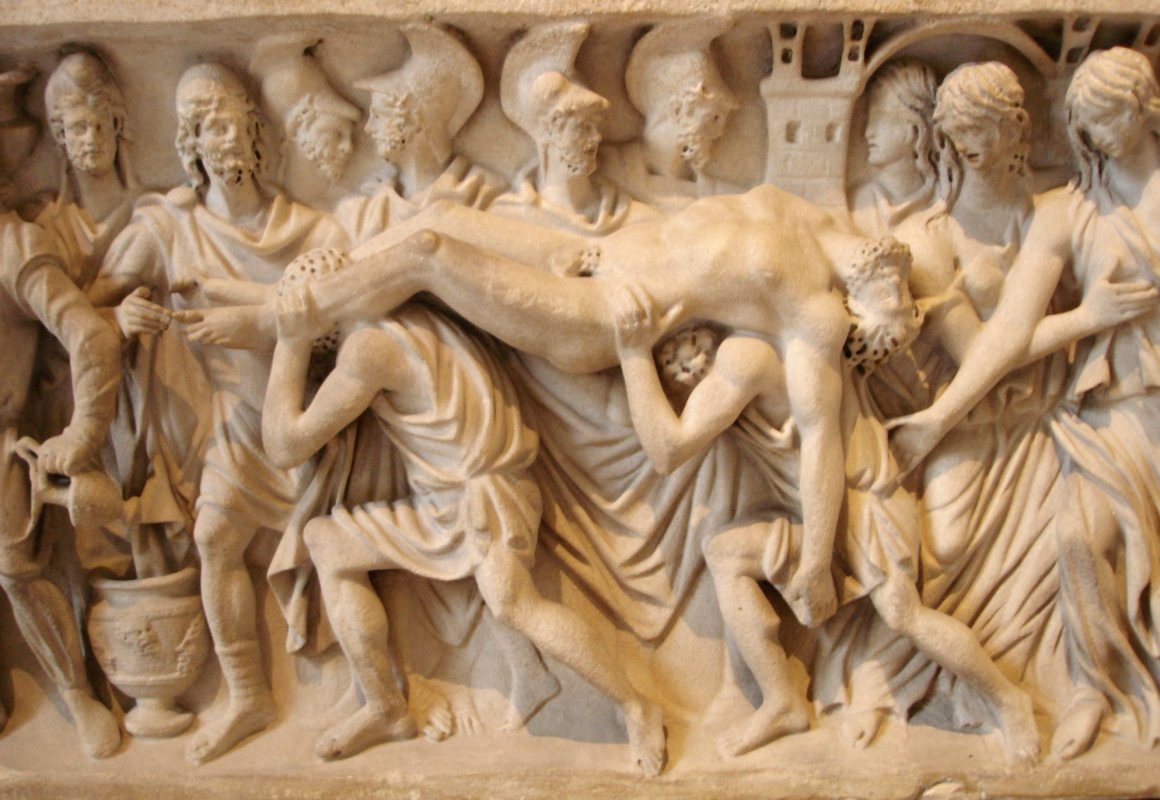
Regreso del cuerpo de Héctor a Troya. Bajorrelieve en mármol de un sarcófago romano en el Louvre.

Una vez muerto, el cuerpo de Héctor es lacerado por los aqueos, y posteriormente atado por los tobillos al carro de Aquiles, que lo arrastra extramuros. Durante doce días, el cuerpo permanece expuesto al sol y los animales, pero el dios Apolo protege el cuerpo del héroe de estos maltratos y lo conserva impoluto. Finalmente, el rey Príamo, con la ayuda de Hermes, se aventura hasta la tienda de Aquiles y le suplica por la devolución. Aquiles se apiada y, a cambio de un rescate, entrega el cadáver de Héctor a su padre, quien ya en Troya realiza unos funerales.

## Referencias históricas

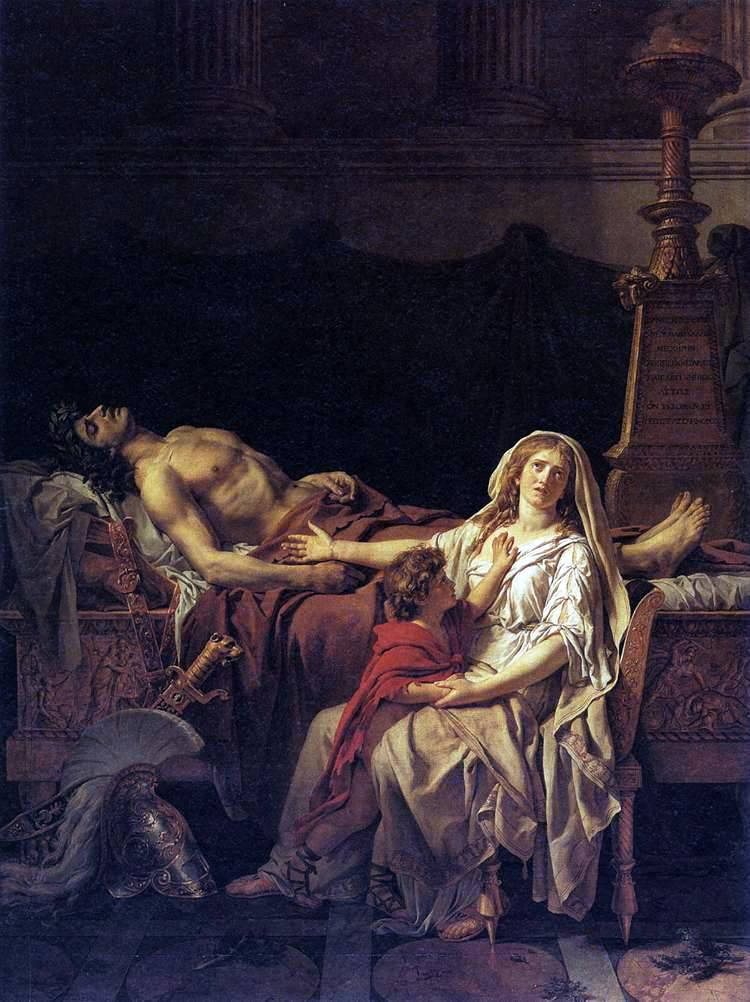
Duelo de Andrómaca por Héctor, del artista Jacques-Louis David.